# Ребштайн
Ребштайн (нім. Rebstein) — громада  в Швейцарії в кантоні Санкт-Галлен, виборчий округ Райнталь.

## Географія
Громада розташована на відстані близько 170 км на схід від Берна, 16 км на схід від Санкт-Галлена.
Ребштайн має площу 4,4 км², з яких на 30,1% дозволяється будівництво (житлове та будівництво доріг), 61,8% використовуються в сільськогосподарських цілях, 6,9% зайнято лісами, 1,1% не є продуктивними (річки, льодовики або гори).

## Демографія
2019 року в громаді мешкало 4533 особи (+5,6% порівняно з 2010 роком), іноземців було 32,1%. Густота населення становила 1033 осіб/км².
За віковим діапазоном населення розподілялося таким чином: 19,4% — особи молодші 20 років, 62,1% — особи у віці 20—64 років, 18,6% — особи у віці 65 років та старші. Було 1962 помешкань (у середньому 2,3 особи в помешканні).
Із загальної кількості 1567 працюючих 27 було зайнятих в первинному секторі, 419 — в обробній промисловості, 1121 — в галузі послуг.

## Галерея

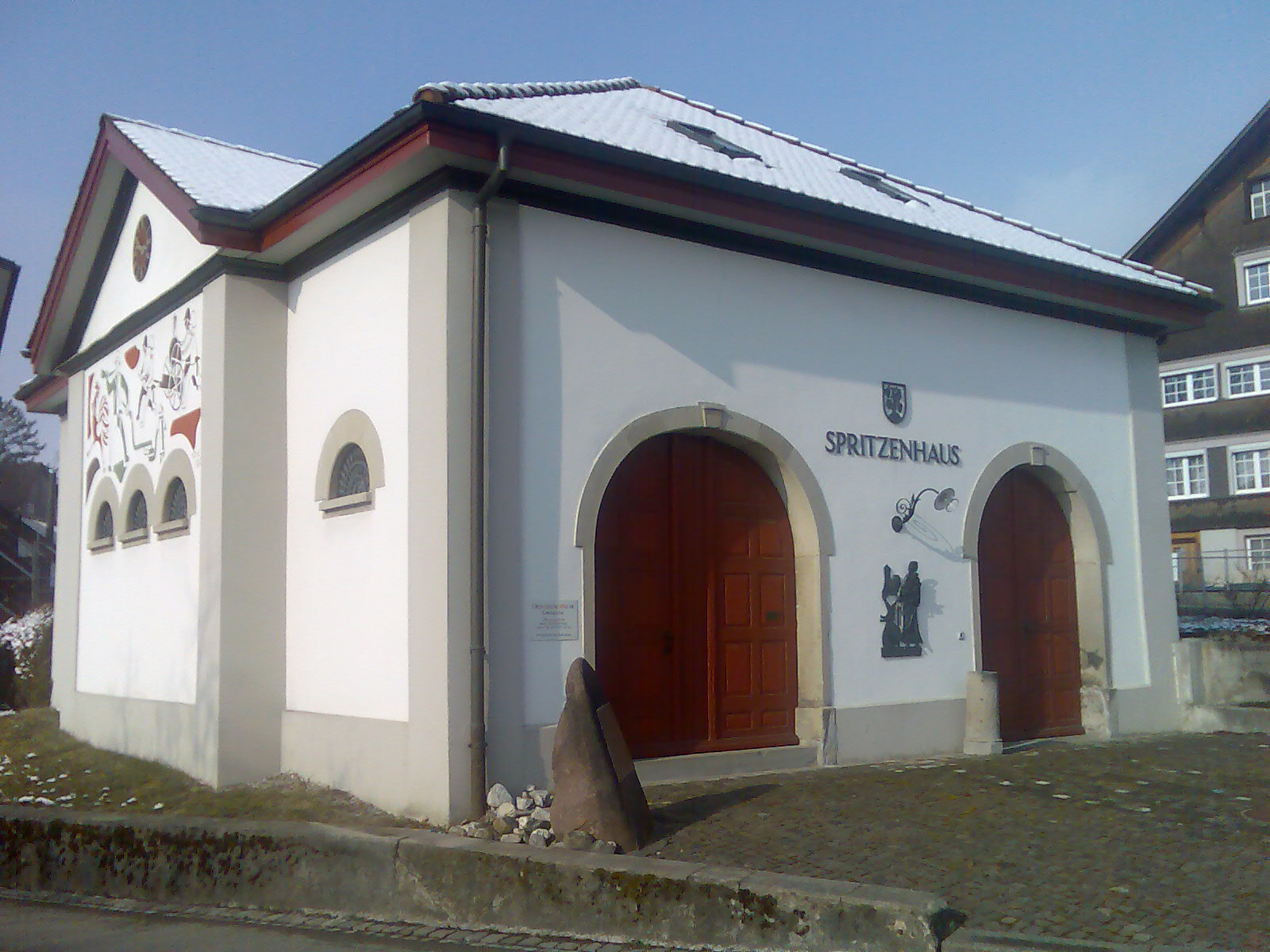
Spritzenhaus Gesamtansicht